# Dieter Bohlen
Dieter Günther Bohlen (ur. 7 lutego 1954 w Berne) – niemiecki muzyk, kompozytor, wokalista i producent muzyczny. Znany przede wszystkim jako założyciel i członek duetu Modern Talking, śpiewającego w języku angielskim, a także założyciel zespołu Blue System (również śpiewającego wyłącznie po angielsku). Z wykształcenia jest ekonomistą.

## Życiorys

### Wczesne lata 70. – 1984

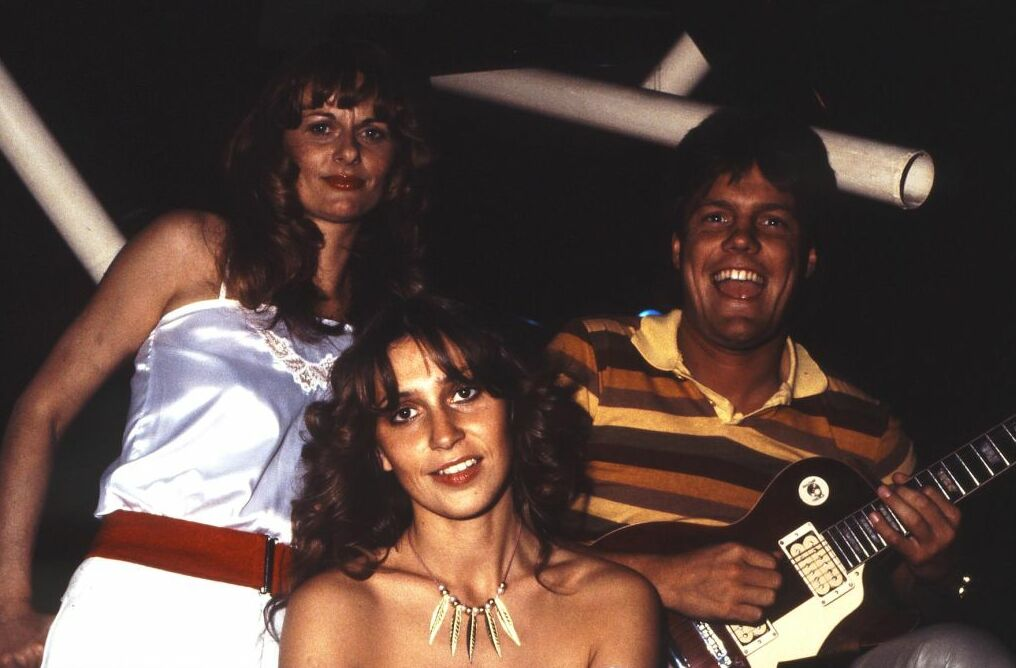
Dieter Bohlen z Sunday, 1981

Urodził się w Berne jako syn Hansa Bohlena, właściciela spółki budownictwa drogowego 'Hans Bohlen engineering GmbH Oldenburg’, i Edith Bohlen. Dieter ukończył studia w zakresie zarządzania i przez jakiś czas pracował w firmie ojca.
Muzyką zajmował się od dziecka. Mając 15 lat założył swoją pierwszą grupę muzyczną Mayfair, która wykonywała kompozycje The Beatles. Jej pierwszy występ w sali parafialnej był absolutnym rozczarowaniem. Chociaż sprzedano ponad 300 biletów, ale koncert został odwołany po pięciu minutach. Dieter ostatecznie zdecyduje się grać utwory Deep Purple i Uriah Heep.
W połowie lat 70. koncertował z grupami Da Capo, Aorta i Mayfar. W 1978 roku wydał dwa single z grupą Monza. W 1979 podpisał profesjonalny kompozytorsko-producencki kontrakt z hamburskim wydawnictwem Intersong. Produkował piosenki dla niemieckich artystów oraz wydawał solowe single jako Steve Benson, występował też w grupie Sunday. Jego największym przebojem z tego okresu jest „Hale, Hey Louise” w wykonaniu Ricky’ego Kinga.

### Lata 1984–1997
W 1984 wraz z Thomasem Andersem założył zespół Modern Talking, z którym odniósł międzynarodowy sukces. W tym samym czasie komponował i produkował też płyty dla takich artystów jak C.C. Catch czy Chris Norman. W 1987 działalność Modern Talking została zawieszona, a Dieter założył własną grupę Blue System. W 1989 stworzył płytę ze ścieżką dźwiękową do serialu telewizji ZDF „Rivalen der Rennbahn”, która rozeszła się w ponad milionowym nakładzie. W 1991 nagrał utwór It's All Over w duecie z Dionne Warwick i wydał go pod szyldem zespołu Blue System. W tym samym roku rozpoczął trwającą do 1994 roku i obfitującą w sukcesy współpracę z Bonnie Tyler. W 1997 wydany został ostatni album Blue System, Here I Am.

### Lata 1998–2003
Na początku 1998 wraz z Thomasem Andersem reaktywowali Modern Talking i wydali zawierający remiksy starych przebojów album Back for Good, który na całym świecie znalazł 10 milionów nabywców. Do 2003 nagrał z Modern Talking jeszcze 5 albumów, po czym definitywnie zakończył działalność grupy poprzestając na 12 albumach zespołu. W tym samym czasie zaangażował się w niemiecką edycję programu „Idol” (Deutschland sucht den Superstar). Płyty produkowane przez Dietera dla jego uczestników rozchodziły się w platynowych nakładach, rozwinięta została też współpraca ze zwycięzcą Alexandrem Klawsem oraz finalistą Danielem Küblböckiem. Planowana była współpraca także z drugą w programie Juliette Schoppmann, jednak po jej odmowie Dieter z sukcesami komponował i produkował dla Yvonne Catterfeld.

### Po 2004 r.
W 2004 roku wydane zostały ostatnie płyty tych wykonawców z premierowym materiałem od Dietera. W 2005 roku była przerwa w działalności muzycznej i czas większego zaangażowania w życie rodzinne, przyjaciółka Estefania Küster (ostatecznie rozstali się w sierpniu 2006) urodziła Dieterowi syna Maurice’a Cassiana.
W 2006 roku telewizja RTL zdecydowała się na emisję kreskówki opartej na biografii Dietera o tytule Dieter – Der Film, a sam Dieter równolegle wydał pierwszy album podpisany własnym nazwiskiem. 24 listopada Dieter wystąpił podczas festiwalu Diskoteka-80 w Moskwie, wykonując trzy utwory Blue System oraz miks największych przebojów Modern Talking. Przez kolejne lata zajmował się komponowaniem i produkcją piosenek, współpracując między innymi z wywodzącym się z Deutschland sucht den Superstar niemieckim wokalistą Markiem Medlockiem oraz zasiadając w jury niemieckiej edycji programu Das Supertalent znanej w Polsce jako Mam Talent.
Jesienią 2007 roku Dieter wydał wraz z Markiem Medlockiem wspólny album, Dreamcatcher.
5 lipca 2019 roku artysta powrócił na rynek muzyczny, wydając nowy solowy album, Das Mega Album!. 

### Życie prywatne
Pierwszą żoną Dietera Bohlena była Erika Sauerland w latach 1983–1994. Dwa lata później w 1996 ożenił się po raz drugi z Veroną Feldbusch, z którą rozwiódł się po miesiącu małżeństwa. W 2005 zawarł trzecie małżeństwo z Estefanią Küster. Ponadto też był nieoficjalnie związany z Brigitte Nielsen, Nadją Abd el Farrag, Anną König, a od 2006 z Fatmą Cariną Walz. Ma sześcioro dzieci.

## Muzyka

### Artyści, współpracujący z Dieterem Bohlenem[18]
1. Al Martino
2. Andrea Berg
3. Bernd Clüver(inne języki)
4. Bernie Paul
5. Bonnie Tyler
6. C.C. Catch
7. Chris Norman
8. Die Wildecker Herzbuben
9. Engelbert Humperdinck
10. Errol Brown
11. Geff Harrison / Richie West
12. Howard Carpendale(inne języki)
13. John Christian
14. Les McKeown
15. Lucas Cordalis(inne języki)
16. Marianne Rosenberg(inne języki)
17. Mark Medlock
18. Mary Roos(inne języki)
19. Matthias Reim
20. Millane Fernandez
21. Nino de Angelo
22. Peter Alexander
23. Ricky King
24. Ricky Shayne(inne języki)
25. Roger Whittaker
26. Roland Kaiser(inne języki)
27. Roy Black
28. Smokie
29. Thomas Anders
30. Thomas Forstner
31. Tony Wegas(inne języki)
32. Touché(inne języki)
33. Yvonne Catterfeld

### Muzyczne projekty Dietera Bohlena
1. Monza (1978)
2. Marcel Mardello (1980)
3. David Bernhardt (1980)
4. Mac Mono Crew (1980)
5. Steve Benson (1980-1981)
6. Sunday (1981)
7. Ryan Simmons (1984-1985)
8. Modern Talking (1984-1987, 1998-2003)
9. Blue System (1987-1997)
10. Countdown G.T.O. (1989-1991)